# Volta ao Algarve de 2002
A 28.ª edição da Volta ao Algarve foi uma corrida de ciclismo de estrada por etapas que se celebrou em Portugal entre 9 e 13 de fevereiro de 2002 sobre um percurso de 858,3 quilómetros dividido em 5 etapas, com início na cidade de Tavira e final em Loulé.
A carreira foi vencida pelo corredor português Cândido Barbosa da equipa LA Alumínios-Pecol, após uma luta acérrima com o vencedor de 2000, o suíco Alex Zülle, e em terceiro lugar George Hincapie da US Postal Service.

## Percurso
A Volta ao Algarve dispôs de cinco etapas para um percurso total de 858,3 quilómetros, dividido em duas etapas de montanha, e três etapas planas.

## Etapas
| Etapa     | Localidades | km | Vencedor          | Segundo | Terceiro | Duração         | Velocidade média | Líder da geral    |
| 1.º etapa | -           |    | Thorsten Wilhelms |         |          | X h XX min XX S | XX,XXX km h      | Thorsten Wilhelms |
| 2.º etapa | -           |    | Alex Zülle        |         |          | X h XX min XX S | XX,XXX km h      |                   |
| 3.º etapa | -Albufeira  |    | Cândido Barbosa   |         |          | X h XX min XX S | XX,XXX km h      | Cândido Barbosa   |
| 4.º etapa | -Portimão   |    | Cândido Barbosa   |         |          | X h XX min XX S | XX,XXX km h      | Cândido Barbosa   |
| 5.º etapa | -           |    | Jan Hruška        |         |          | X h XX min XX S | XX,XXX km h      | Cândido Barbosa   |

## Classificações Secundárias
| Classificação por pontos       | Cândido Barbosa x pts        |
| Classificação da montanha      | Pedro Cardoso x pts          |
| Classificação da melhor equipa | Milaneza-MSS X h XX min XX S |

## Lista das equipas
| LA Pecol-Bombarral | Team Coast                 | U.S.postal Services |
|                    |                            |                     |
| Euskaltel-Euskadi  | Milaneza-MSS               | Bigmat.auber 93     |
|                    |                            |                     |
| Ibanesto.com       | Kelme-Costa Branca         | ONZE-Eroski         |
|                    |                            |                     |
| Lampre-Daikin      | P.R.dos Móveis-Antares VIP | Asc-Vila Do Conde   |
|                    |                            |                     |
| Matesica-Aboboda   | Cantanhede-M.Marialva      |                     |
|                    |                            |                     |